# Culicoides brosseti
Culicoides brosseti är en tvåvingeart som beskrevs av Vattier och Adam 1966. Culicoides brosseti ingår i släktet Culicoides och familjen svidknott. Inga underarter finns listade i Catalogue of Life.